# Демидів (Стрийський район)
Деми́дів — село в Україні, у Стрийському районі Львівської області. Населення становить 364 особи.

## Історія
У податковому реєстрі 1515 року в селі документується 1 1/2 лану (близько 37 га) оброблюваної землі.
Поблизу села у 1896 році був знайдений Молотівський скарб.

## Освіта
У селі була ЗОШ I—II ступенів, яку реорганізували у 2013 році.

## Політика

### Парламентські вибори, 2019
На позачергових парламентських виборах 2019 року у селі функціонувала окрема виборча дільниця № 460372, розташована у приміщенні школи.
Результати
- зареєстровано 199 виборців, явка 60,30 %, найбільше голосів віддано за Всеукраїнське об'єднання «Батьківщина» — 22,50 %, за «Слугу народу» — 20,83 %, за Європейську Солідарність — 19,17 %.[3] В одномандатному окрузі найбільше голосів отримав Андрій Кіт (самовисування) — 57,50 %, за Євгенія Гірника (самовисування) — 12,50 %, за Андрія Гергерта (Всеукраїнське об'єднання «Свобода») — 10,83 %[4].